# Podrečje
Podrečje je manjša vas pri Domžalah.
Od Domžal ga loči reka Kamniška Bistrica. Naselji povezuje novo zgrajeni most za pešce. 
Na vzhodni strani vasi teče potok Mlinščica, ki se izliva v reko Račo, ki tok nadaljuje južno od naselja, ta pa se izliva v Kamniško Bistrico na zahodni strani. Tako je naselje s treh nebesnih smeri obdano z vodnimi toki. 
Vas stoji blizu avtoceste A1, zato je prometno zelo dobro povezana. Ob glavni cesti, ki vodi skozi vas je postavljena gostilna Januš. 
Že od nekdaj je naselje znano predvsem po kmetijah, ki so bile nekoč pomembne ne samo za gospodarstvo vasi, temveč tudi za tisto v okoliških naseljih. Ukvarjali so se z rezanjem lesa, od česar prihaja staro ime za takratne kmetije, imenovane žaga. Danes so kmetije samooskrbovalne.
Meji na Center, Vir, Dob.